# Gene Shalit
Eugene Shalit (n. 25 martie 1926, New York City, New York, SUA) este un jurnalist american, prezentator de televiziune, critic și autor de film și cărți. Acesta a activat în cadrul emisiunii NBC The Today Show⁠(d) din 15 ianuarie 1973, fiind angajat cu jumătate de normă în 1970, până la pensionarea sa în 11 noiembrie 2010. Este cunoscut pentru jocurile sale de cuvinte, mustața ghidon⁠(d), părul ciufulit și papioanele⁠(d) de diferite culori.

## Biografie
Shalit s-a născut în New York City și a copilărit atât în Newark, cât și în Morristown, New Jersey⁠(d). În liceu, a redactat o rubrică de umor pentru ziarul școlii, rubrică a cărui nume era „The Korn Krib”. Shalit este de origine evreiască.
Shalit a scris articole pentru The Daily Illini⁠(d) timp de șase ani la Universitatea din Illinois din Urbana–Champaign (1943–1949).

## Cariera
Shalit, conform unui interviu cu Dick Clark⁠(d) pentru New York Times Magazine, a fost agentul său de presă la începutul anilor 1960. Shalit a refuzat să-l mai reprezinte ca urmare a unei investigații de mită⁠(d). Cei doi au încetat să-și mai vorbească, iar Clark l-a descris drept „fricos”.
Acesta s-a ocupat cu comentarea operelor de artă din 1967 și a redactat articole pentru reviste precum Look⁠(d), Ladies' Home Journal⁠(d) (timp de 12 ani), Cosmopolitan, TV Guide, Seventeen⁠(d), Glamour, McCall's⁠(d) și The New York Times. Din 1970 până în 1982, a susținut zilnic un eseu pentru emisiunea radio⁠(d) „Man About Anything” difuzată pe mai multe posturi decât oricare alt post de radio al rețelei NBC.
În 1986, Shalit a găzduit o colecție de casete video și CD-uri ale MCA Home Video⁠(d) intitulată Gene Shalit's Critic's Choice Video. Patru imagini (cinci pe copertele CD-urilor) cu Shalit au apărut într-o bandă de film⁠(d) pe copertele casetelor, iar recenziile sale pe spatele lor. Titlurile au inclus Touch of Evil, Destry Rides Again, Double Indemnity și The Ipcress File.
Shalit a anunțat că va părăsi The Today Show după 40 de ani, începând din 11 noiembrie 2010. Despre această decizia, Shalit ar fi spus: „Este deja suficient”. A dispărut din viața publică odată cu pensionarea, ultima dată fiind văzut în 2015 cu ocazia pensionării reporterului Willard Scott⁠(d).

### CazulBrokeback Mountain
Shalit a fost criticat de Gay & Lesbian Alliance Against Defamation⁠(d) (GLAA) după ce a redactat o recenzie a filmului Brokeback Mountain - O iubire secretă în care personajul interpretat de Jake Gyllenhaal era descris ca fiind un „agresor sexual”. GLAAD a declarat că „etichetarea neîntemeiată a lui Jack drept un ′agresor sexual′ de către Shalit doar pentru faptul că este îndrăgostit de o persoană de același sex este o afirmație calomnioasă, ignorantă și iresponsabilă” și că „s-a folosit de această situație ca să promoveze opinii defăimătoare anti-gay pentru un public național”. Fiul său Peter, care este homosexual, a redactat o scrisoare pentru GLAAD în care și-a apărat tatăl și a susținut că organizația l-a defăimat, „acuzându-l în mod fals de o formă repulsivă de bigotism”.

## Lucrări
Shalit a scris și editat diferite lucrări:
- Somehow It Works; A Candid Portrait of the 1964 Presidential Election. 1965.
- Shalit, Gene (1987). Laughing Matters: A Celebration of American Humor. ISBN 978-0385185479.
- Shalit, Gene (2002). Great Hollywood Wit. ISBN 978-0312282721.
- Shalit, Gene (2016) [1962]. Khrushchev's Top Secret Coloring Book. ISBN 978-1936404636.

## Viața personală
Shalit a fost căsătorit cu Nancy Lewis din 1950 până la moartea sa de cancer în 1978. O mare parte a carierei sale a locuit în Leonia, New Jersey⁠(d), deși începând din 2012, acesta apărea ca locuitor al Stockbridge, Massachusetts.
Printre copiii lui Shalit se numără artista și antreprenoarea Willa Shalit⁠(d) și Peter Shalit, medic și specialist în domeniul sănătății bărbaților homosexuali și al bolnavilor cu HIV. Fiica lui Emily a murit de cancer ovarian în noiembrie 2012.
Shalit a suferit un accident de mașina în Lenox, Massachusetts⁠(d) pe 26 octombrie 2012 după ce a adormit la volan.